# Mahir Habib
Mahir Habib (Basra, Irak; 19 de junio de 1977) es un exfutbolista de Irak que jugaba en la posición de defensa.

## Carrera

### Club
| Periodo   | Club         |
| --------- | ------------ |
| 1992–1993 | Al-Bahri SC  |
| 1993–1995 | Al-Minaa SC  |
| 1995–2009 | Al-Shorta SC |

### Selección nacional
Jugó para Irak en nueve ocasiones de 1999 a 2001 y participó en la Copa Asiática 2000.

## Logros
- Liga Premier de Irak: 1

1997-98
- Copa de Irak: 4

1995–96, 1996–97, 2001–02, 2002–03
- Copa Elite Iraquí: 3

2000, 2001, 2002